# Kaspar Winkler (Erfinder)
Kaspar Winkler (* 7. März 1872 in Thüringen, Vorarlberg, Österreich; † 1951 in Lugano, Tessin, Schweiz) war ein österreichisch-schweizerischer Erfinder, Techniker, Unternehmer und Gründer der Sika AG.

## Leben und Familie
Kaspar Winkler war der Sohn des Kaspar Winkler (Schuhmacher) und der Anna (geb. Prinz, Fabrikarbeiterin aus Missen im Allgäu, † 1888). Er hatte sieben Geschwister (davon drei Brüder: Alois (* 1875), Josef Anton (* 1864) und Eduard (* 1870)) und wuchs in ärmlichen Verhältnissen auf.
Kaspar Winkler war in erster Ehe verheiratet mit Klara († Februar 1921). In zweiter Ehe war er mit Alice (geb. Sticher) verheiratet. Aus erster Ehe stammt Klara, Winklers einzige Tochter. Diese heiratete 1928 Fritz A. Schenker, einen Chemieingenieur ETH. Aus dieser Ehe entstammt Franziska, die 1953 Romuald Burkard heiratete. Burkard war Nationalökonom und soll ein „Vollblutunternehmer geprägt von christlichen Idealen“ gewesen sein. Er führte die Firma Sika erfolgreich bis 1971 und blieb bis zum Tod 2004 Verwaltungsrat des Unternehmens.
Um 1919/1920 wurde Kaspar Winkler Schweizer Staatsbürger und in Zürich eingebürgert. Er sei „ein energischer, intelligenter und vollständig, auch mundartlich angepasster Mann“, wurde im Einbürgerungsakt festgehalten. Kaspar Winkler verstarb 1951 und ist in Lugano begraben.

## Ausbildung und Arbeit
Wie viele seiner Zeitgenossen aus armen Verhältnissen, musste Kaspar Winkler als Schwabenkind bereits mit neun Jahren weit weg von zu Hause Vieh hüten (bis 1886). Dabei verlor er ein Auge und hatte seither ein Glasauge. In Bregenz absolvierte er dann eine Lehre als Gipser/Maurer. Im März 1889 verließ er Vorarlberg und zog nach Zürich. Zürich erlebte damals eine starke Wachstumsphase und Handwerker waren gesucht. Kaspar Winkler wurde u. a. Polier, er absolvierte Zeichen- und Materialkurse und fand auch zeitweise eine Beschäftigung in einem Architekturbüro. Von 1895 bis 1898 war er im Tessin nahe der Gotthardroute als Geschäftsleiter eines Granitsteinbruchs tätig.
Danach kehrt er nach Zürich zurück und betrieb kurzzeitig mit mäßigem Erfolg ein eigenes Granitgeschäft (siehe unten). Er verkauft dieses Unternehmen und begann als Betriebsleiter der Filiale Zürich bei den Schweizerischen Granitwerken. 1910 beendete er diese Tätigkeit und wurde endgültig selbständig.

## Selbständige Tätigkeit
Vertraglich verband sich Kaspar Winkler im November 1902 bis 1905 mit dem Industriellen und Nationalrat Samuel Wanner (1853–1911) in der Kommanditgesellschaft (KG) „Kaspar Winkler & Cie“. Kurz zuvor hatte er das Unternehmen „Kaspar Winkler Granitgeschäft“ gegründet und brachte es in die KG ein.
1910 gründete Kaspar Winkler sein zweites Unternehmen, ein Einzelunternehmen, die spätere Firma Sika. Er hatte damals Sika-1 erfunden. 1911 wurde die „Kaspar Winkler & Co.“ ins Handelsregister eingetragen. Der Unternehmenszweck wurde mit „Fabrikation und Vertrieb chemisch-technischer Bauartikel“ angegeben.
Dieses Unternehmen lief zuerst nur schleppend an und schrieb erhebliche Verluste, auch wegen des Ersten Weltkriegs (1914–1918) und der damit einhergehenden Verteuerung der Rohstoffe. Erst mit dem Auftrag der Abdichtung der Eisenbahnstrecke am Gotthard (67 Tunnel wurden mit Sika abgedichtet) durch die SBB trat eine Zeitenwende für das Unternehmen ein. Es wurden rund 350 Tonnen Sika-1, Sika-3 und Sika-4 bestellt. Später wurde auch der Arlbergeisenbahntunnel mit Sika abgedichtet.
1932 zog sich Kaspar Winkler aus dem operativen Geschäft zurück und ließ sich in Crocifisso bei Lugano nieder. Die Geschäftsführung wurde an seinen Schwiegersohn Fritz A. Schenker († 8. Mai 1971) übertragen. 1949 übertrug er das Unternehmen dann endgültig an Fritz A. Schenker.

## Erfindungen und Patente
Kaspar Winklers erste Erfindungen waren Produkte für den Schutz und die Reinigung von Granit (Conservade, Purigo).
Die wichtigsten Patente Winklers betrafen chemische Produkte für den Bau (z. B. Sika-1), die dann später weltweit erfolgreich wurden. Bereits zuvor hatte er sich mit anderen Problemen beschäftigt und hierzu Patente angemeldet. So z. B. 1907 ein „Verfahren zur Herstellung eines Bauelementes als Surrogat für Holz und dergl(eichen)“. Etwas später reichte er ein Patent beim Kaiserlichen Patentamt in Berlin über ein „Verfahren zur Herstellung von isolierenden Überzügen auf hitzebeständigen Materialien“ ein.

## Trivia
In Zürich wurde der Kaspar Winkler Weg nach ihm benannt. Er beginnt bei der Tüffenwies 36 und endet beim Fischerweg vor Nr. 251.
In Winklers Geburtsort Thüringen wurde am 11. Juni 2021 die rund 70 Meter lange Winklergasse nach ihm benannt und eine Erinnerungstafel am Geburtshaus enthüllt.
Der Unternehmenssitz der Fa. Sika Österreich GmbH in der Dorfstraße 23 in 6700 Bludenz – Bings ist etwa 9 Kilometer von Winklers Geburtsort Thüringen entfernt. Die Gründung von Winklers österreichischem Unternehmen erfolgte 1934.